# 卡开芦
卡开芦（学名：Phragmites karka）为禾本科芦苇属下的一个种。

## 扩展阅读
- 維基物種上的相關：卡开芦